# Scotinella dixiana
Espèce
Scotinella dixiana est une espèce d'araignées aranéomorphes de la famille des Phrurolithidae.

## Distribution
Cette espèce est endémique des États-Unis. Elle se rencontre en Louisiane et au Mississippi.

## Description
Le mâle holotype mesure 2,00 mm et la femelle paratype 2,10 mm.
Le mâle décrit par Platnick et Chamé-Vázquez en 2024 mesure 1,98 mm et la femelle 2,13 mm.

## Systématique et taxinomie
Cette espèce a été décrite par Roddy en 1957. Elle est placée dans le genre Phrurolithus par Brignoli en 1983 puis dans le genre Scotinella par Platnick en 1993.

## Publication originale
- Roddy, 1957 : « Some spiders from southeastern Louisiana. » Transactions of the American Microscopical Society, vol. 76, no 3, p. 285-295.